# Soultz-les-Bains
Soultz-les-Bains en idioma francés y oficialmente, Sulzbad en idioma alemán, es una localidad y comuna francesa, situada en el departamento de Bajo Rin en la región de Alsacia.
Es conocida en la región por su estación de baños termales.

## Demografía
| 601 | 618 | 628 | 696 | 654 | 693 |
| Para los censos de 1962 a 1999 la población legal corresponde a la población sin duplicidades (Fuente: INSEE [Consultar]) |     |     |     |     |     |

## Patrimonio
- Iglesia de Saint-Maurice , torre del siglo XII, nave reformada a mediados del siglo XIX. Cuenta con un órgano de la familia de Silbermann.
- Casona rural de Biblenhof, del siglo XVIII, dependencia de Œuvre Notre-Dame de Estrasburgo
- Molino de "Kollenmuhle", siglo XVI y siglo XIX

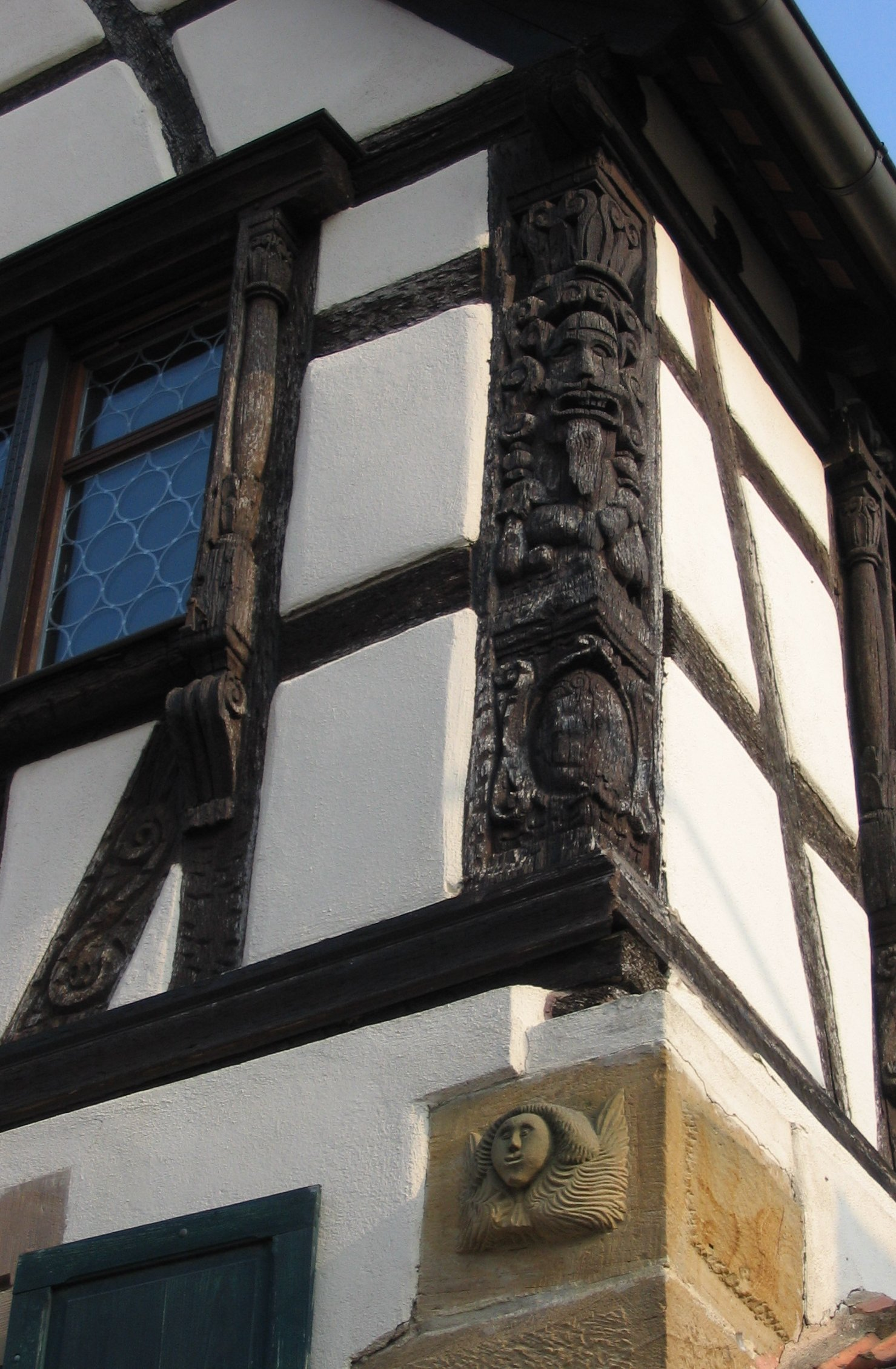
casa alsaciana
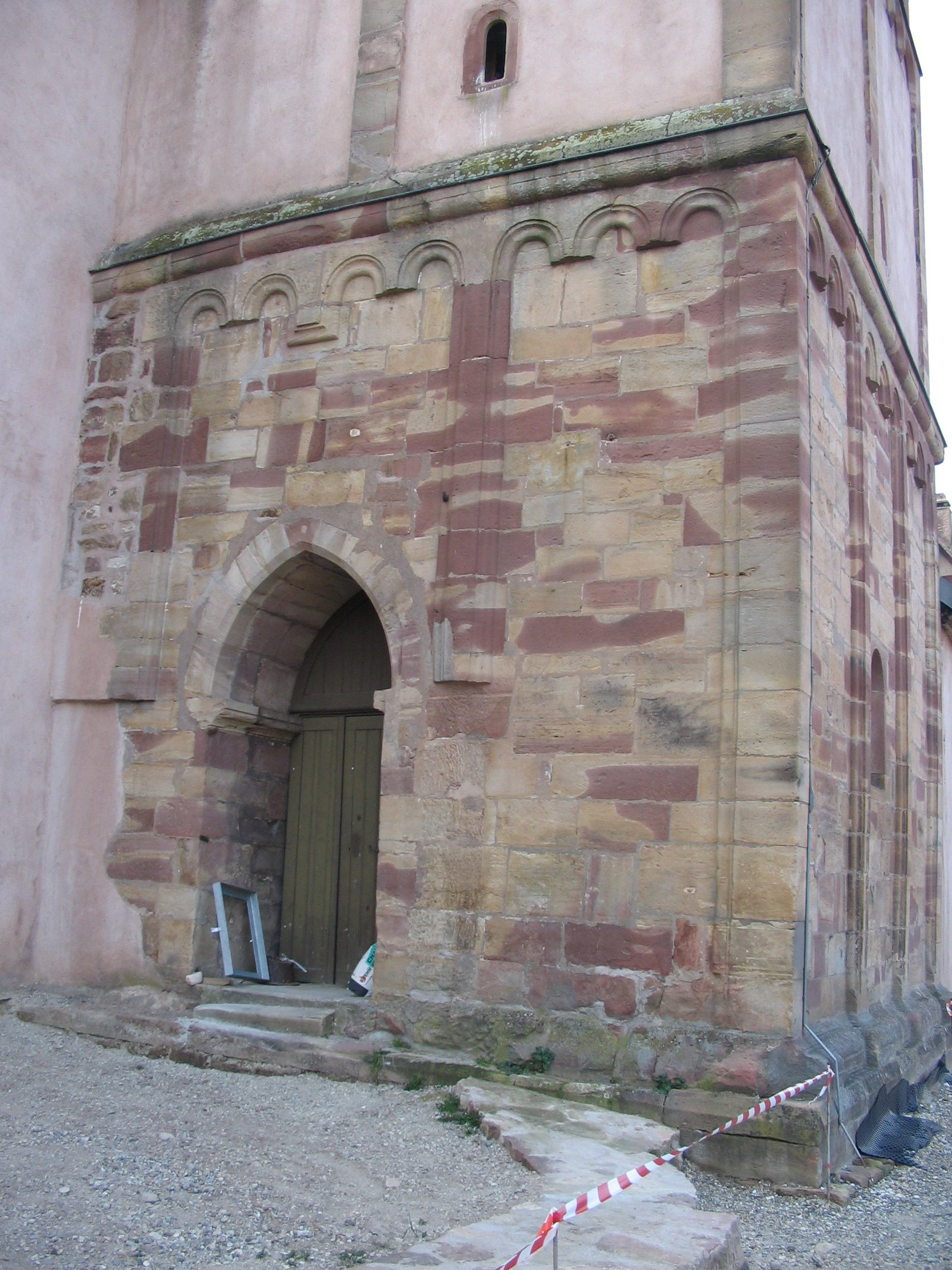
Detalle de la torre de la Iglesia de Saint Maurice